# Bílovka
Bílovka je říčka v okresech Opava a Nový Jičín v Moravskoslezském kraji, levostranný přítok řeky Odry. Délka Bílovky činí 23,7 km. Plocha povodí měří 146,7 km².

## Průběh toku
Bílovka pramení v lesích severovýchodně od Leskovce v nadmořské výšce okolo 500 m. Nejprve směřuje na severovýchod k obci Skřipov, u níž se její tok obrací na jihovýchod. Tento směr si říčka ponechává až ke svému ústí. Protéká Starou Vsí, Bílovcem, Velkými Albrechticemi a Studénkou U soutoku se Sezinou je vedena přes údolí říčky dálnice D1. Vlévá se do Odry u severního okraje Petřvaldíku v nadmořské výšce 223 m.

### Větší přítoky
- Skřípovský potok (nazývaný též Břízka, nebo též Břízkovský potok) (hčp 2-01-01-116) – levostranný přítok s plochou povodí 9,3 km².[2]
- Slatina – levostranný přítok přitékající od obce Slatina.
- Jablůňka – pravostranný přítok vlévající se do Bílovky v Bílovci.
- Sezina (hčp 2-01-01-118) – levostranný a celkově největší přítok s plochou povodí 73,9 km².[2]

## Vodní režim
Průměrný průtok Bílovky u ústí činí 0,75 m³/s.